# Emarginea oleagina
Emarginea oleagina är en fjärilsart som beskrevs av Paul Dognin 1889. Emarginea oleagina ingår i släktet Emarginea och familjen nattflyn. Inga underarter finns listade i Catalogue of Life.